# 鍋貼子
鍋貼子，又稱鍋貼兒，魯南部份地區常見麵食。一般是將麵拉成油條大小的條狀，貼在鍋內壁上（或貼在箅簾子上）製成。以前由於“接面”（即含酵母菌的麵團，使用後再從發好的麵上撕下一小塊，成新的接面）發麵品質不佳，泡打粉等發麵產品尚未普及等，用麵做出的饅頭不像現在這般蓬鬆柔軟，反而不如將麵做成小的條狀吃著方便，而且更易熟和儲存。現在這種食物仍較常見，但已不如從前盛行。

## 腳註
1. ↑  . 台視.   [2021-10-22]. （原始内容存档于2021-10-25） （中文（臺灣））.